# Logan County, Kentucky
Logan County är ett administrativt område i delstaten Kentucky, USA, med 26 835 invånare. Den administrativa huvudorten (county seat) är Russellville. 

## Geografi
Enligt United States Census Bureau så har countyt en total area på 1 443 km². 1 439 km² av den arean är land och 4 km² är vatten. 

### Angränsande countyn
- Muhlenberg County - nordväst
- Butler County - norr
- Warren County - nordost
- Simpson County - sydost
- Robertson County, Tennessee - syd
- Todd County - väst